# Ла-Форс, Франсуа-Филибер-Бертран Номпар де Комон
Франсуа-Филибер-Бертран Номпар де Комон (фр. François-Philibert-Bertrand Nompar de Caumont; 19 ноября 1772, Париж — 28 марта 1854, там же), 10-й герцог де Лафорс — французский военный и парламентарий.

## Биография
Сын Бертрана де Комона, маркиза де Лафорса, и Аделаиды-Люс Мадлен де Галар де Беарн-Брассак, младший брат Луи-Жозефа Номпара де Комона, герцога де Лафорса.
До 1838 года титуловался графом де Комон-Лафорсом, маркизом д’Агме (Agmé) и де Фойе (Fauillet). Мальтийский рыцарь (15.09.1777). Младший лейтенант. Эмигрировал вместе со старшим братом в 1791 году. Служил в армии принцев, затем был на английской службе. Вернулся во Францию при Директории. При Реставрации 5 ноября 1814 был пожалован в рыцари ордена Святого Людовика. Полковник главного штаба национальной конной гвардии, долгое время командовал этим подразделением в Париже, кавалер ордена Почетного легиона.
26 сентября 1815 Людовик XVIII произвел его в капитаны кавалерии, со старшинством в чине с 12 октября 1796, а позднее назначил шефом эскадрона.
22 августа 1815 был избран в Палату депутатов от департамента Тарн и Гаронна; заседал вместе с ультрароялистским большинством. Внес предложение о пенсионных накоплениях раненых королевских армий и выражал, «насколько он был тронут чувствами, которые воодушевляли жителей Запада» (вандейцев). В вопросе о непрямых налогах нападал на правительственный проект бюджета, заявляя, что тот «довершит несчастья Франции» и требовал экономить на «армии притеснителей» (агентов по непрямым сборам).
Был переизбран 4 октября 1816, во II легислатуре заседал с правыми и высказывался по законопроекту о выборах. Предложил двухступенчатое голосование, право представительства только для собственников и считал имущественный ценз для избирателей, с порогом налогообложения в 300 франков, недостаточным.
При обсуждении бюджета поддержал проект займа, выступил против отчуждения церковных имуществ и требовал экономии. В 1817—1818 годах в связи с проектом рекрутского набора высказался в пользу системы добровольного найма, заявив, что «нанятые люди внушают больше доверия, чем рекрутированные силой». Поддержал освобождение братьев по христианскому учению.
Снова избрался от Тарна и Гаронны 6 марта 1824 и в III легислатуре вновь занял место среди правых.
В октябре 1838 наследовал бездетному старшему брату как герцог де Лафорс и 7 марта 1839 был утвержден королем Луи Филиппом в звании пэра Франции.

## Семья
Жена (контракт 27.04, подписан Людовиком XVI, Марией Антуанеттой и королевской семьей; брак 30.04.1788): Мари Констанс де Ламуаньон (14.01.1774—30.04.1823), дочь Кретьена Франсуа де Ламуаньона, маркиза де Бавиля, хранителя печати, и Мари-Элизабет Берье. Церемонию бракосочетания в часовне особняка Ламуаньона в Париже провел епископ Лангрский Сезар-Гийом де Ла-Люзерн
Дети:
- Франсуа Эдуар Номпар (1794, Гаага — 25.04.1832)  шеф эскадрона королевской гвардии (1817), кавалер ордена Почетного легиона. С 1830 года в отставке. Жена (19.10.1814): княжна Екатерина Михайловна Голицына (1798—1858), дочь князя Михаила Андреевича Голицына, гофмейстера, и Прасковьи Андреевны Шуваловой
- Констанс Мадлен Луиза (1801—3.08.1869). Муж 1) (1823): Жозеф Мари де Гийем, граф де Клермон-Лодев, кампмаршал, адъютант герцога Беррийского; 2) (5.06.1827); Аделаид Эдуар Лельевр де Лагранж (1796—1876), депутат, сенатор
- Мари Элизабет (1802—1877). Муж: Андре де Монталамбер (1792—1852)
- Огюст-Люк Номпар (20.10.1803—17.11.1882), герцог де Лафорс. Жена (22.04.1833): Эдме Шарлотта Антонина Више де Сель (1812—1856)
- Аделаида (1812—1859)